# Хендрикс, Лесли
Лесли Хендрикс (англ. Leslie Hendrix; род. 5 июня 1960, Сан-Франциско, Калифорния) — американская телевизионная актриса, известная благодаря роли судебно-медицинского эксперта Элизабет Роджерс в сериалах франшизы NBC «Закон и порядок». Эту роль она играла на протяжении девятнадцати лет, с 1992 по 2011 год, появляясь во всех сериалах франшизы, снятых в Нью-Йорке.
Хендрикс родилась в Сан-Франциско, штат Калифорния, и начала свою карьеру на местной сцене, прежде чем переехать в Нью-Йорк. В дополнение к роли в «Закон и порядок», Хендрикс с 1997 по 2004 год играла судью Ханну Ламберт в дневной мыльной опере «Все мои дети». Также на появилась в других Нью-Йорких сериалах, включая «Третья смена», «Хорошая жена», «Голубая кровь», «Элементарно» и «Тайны Лауры». Вне телевидения, она имела небольшую роль в фильме 2011 года «Артур. Идеальный миллионер». В третьем сезоне «Готэма» она играла Кэтрин, таинственного лидера Суда Сов.

## Появления
- Закон и порядок (142 эпизода, 1992—2010)
- Изгнанный: Закон и порядок (телефильм, 1998)
- Закон и порядок: Специальный корпус (9 эпизодов, 1999—2000)
- Закон и порядок: Преступное намерение (110 эпизодов, 2001—2011)
- Закон и порядок: Суд присяжных (Эпизод: «Baby Boom», 2005)
- Готэм (повторная роль, 2016)